# Jean Harlowová
Jean Harlowová, rodným jménem Harlean Harlow Carpenter, (3. března 1911 Kansas City, USA – 7. června 1937 Los Angeles, USA) byla americká herečka a sexsymbol 30. let.

## Život

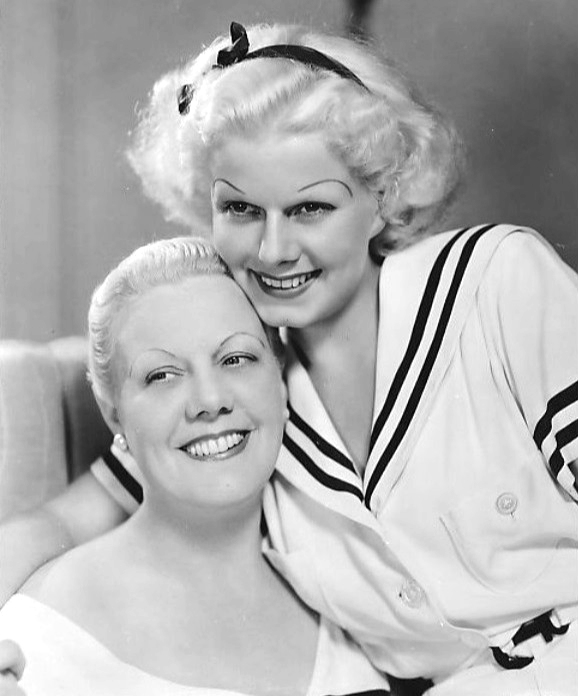
Jean Harlowová se svou matkou (1934)

### Mládí
Narodila se 3. března 1911 ve městě Kansas City ve státě Missouri jako dcera zubaře Monta Claira Carpentera a Jean Poe Carpenterové (rodným jménem Harlowová), dcery bohatého realitního makléře Skipa Harlowa. Její matka (později také známá pod přezdívkou „Mama Jean“) svou dceru v dětství velmi až přehnaně opatrovala a později také dělala vše pro to, aby se z ní stala herečka. Dne 29. září 1922 však požádala o rozvod a o rok později, když Harlean dokončila školu se obě přestěhovaly do Hollywoodu. Zde se nejprve i její matka pokusila uplatnit jako herečka, ale ve věku 32 let jí bylo řečeno, že je na začátek filmové kariéry příliš stará. V naději, že uspěje alespoň její dcera, zapsala 12letou Harlean na Hollywood School for Girls. Po dvou letech však kvůli jejich zhoršující se finanční situaci školu opustila a s matkou se odstěhovala zpět do Kansas City. Za jejich návratem stála také hrozba Skipa Harlowa, že pokud se nevrátí, tak svou dceru vydědí.
Harlean začala brzy po návratu navštěvovat Ferry Hall School v Lake Forest ve státě Illinois, kde se také seznámila s 19letým Carlesem Fremontem McGrewem, za kterého se v roce 1927 nakonec provdala. Téhož roku se provdala i její matka, za Marina Bella. Harlean se se svým manželem dva měsíce po svatbě přestěhovala opět do Los Angeles a usadili se v domě v Beverly Hills.

### Začátek kariéry
K herectví se dostala náhodou, když ji jednou její přítelkyně a začínající herečka Rosalie Royová požádala, aby ji Harlean odvezla na schůzku do studia 20th Century Fox. Při čekání zaujala manažery, kteří ji také hned oslovili, ale Harlean jim řekla, že nemá zájem. K herectví ji Rosalie nakonec dotlačila, když se s Harlean vsadila, že na konkurz nepůjde. Harlean nechtěla prohrát a když na ni natlačila i její nadšená matka, rozhodla se konkurzu zúčastnit a zapsala se pod rodným jménem své matky jako Jean Harlowová. Na konkurzu uspěla, ale stále jej brala pouze jen jako sázku, takže všechny následné nabídky odmítla. Její matka ji však k herectví donutila a v roce 1928 nakonec debutovala minirolí v dramatu Honor Bound. Její nástupní plat jí ze sedmi dolarů denně brzy zvedli na 10 a obsadili ji do dalšího filmu Moran of the Marines (1928). V prosinci téhož roku nakonec podepsala pětiletou smlouvu se studiem Hal Roach Studios na 100 dolarů týdně a v roce 1929 se objevila dokonce v 15 filmech. Kromě krátkometrážní komedie Bacon Grabbers v nich však hrála vždy jen vedlejší a nepodstatné role povětšinou jako komparzistka. Kvůli zhoršujícím se manželským vztahům v březnu 1929 studio opustila, ale o tři měsíce později se se svým manželem stejně rozešla a nastěhovala se ke své matce a jejímu příteli. Ještě téhož roku se s McGrewem rozvedla.
Velký zlom v její kariéře nastal koncem roku 1929, kdy Howard Hughes, jeden z nejvlivnějších mužů (nejen) v Hollywoodu, přetáčel svůj původně němý film na zvukový a potřeboval novou herečku, která by nahradila Gretu Nissenovou, jejíž norský přízvuk se stal nežádoucím. Dne 24. října 1929 s Hughesem podepsala pětiletou smlouvu na stejných 100 dolarů jako u Hala Roacha a během natáčení se také seznámila s producentem a svým pozdějším druhým manželem Paulem Bernem. Válečné drama Pekelní andělé (1930) se stalo nejvýdělečnějším snímkem roku a z Jean Harlowové udělalo mezinárodní hvězdu. I přes kriticky nepříznivé recenze se stala u diváků oblíbenou, ale ve svém dalším filmu se vrátila zpět k pozici komparzistky.
Z výsluní odkud spadla stejně rychle jako vystoupala, se musela znovu pomalu dopracovat. Další pozornost si získala snímky jako The Secret Six (1931), Iron Man (1931) či Veřejný nepřítel (1931). Z Veřejného nepřítele se stal také hit, ale Jean byla stále za své herecké výkony kritizována i zesměšňována, a příliš jí nepomohlo ani krátké propagační turné. Z milostného vztahu s gangsterem Abnerem Zwillmanem vzešla kromě několika šperků a nového Cadillacu i smlouva na dva filmy u Columbia Pictures, ale vztah se jim kvůli jeho nadávkám na její osobu brzy rozpadl. První snímek pro Columbii, romantická komedie Platinová blondýnka (1931), sklidil poměrně kladné recenze, a díky fanynkám, které si začaly bělit vlasy jako Jean, uspořádal Hughes dokonce soutěž o 10 000 dolarů pro ženu, která se jí bude odstínem vlasů nejvíce podobat. Žádné ženě se to nepovedlo, ale soutěž posloužila skvěle jako propagace, a i nová Jeanina přezdívka „Platinová blondýnka“ se uchytila. Její druhý snímek pro Columbii Three Wise Girls (1932) s Mae Clarkovou a Watlerem Byronem však také nijak zvlášť neoslnil. V roce 1933 si měla zahrát u studia RKO Pictures i ve slavném fantasy hororu King Kong, ale hlavní role nakonec připadla brunetě Fay Wrayové, která však musela nosit blonďatou paruku.

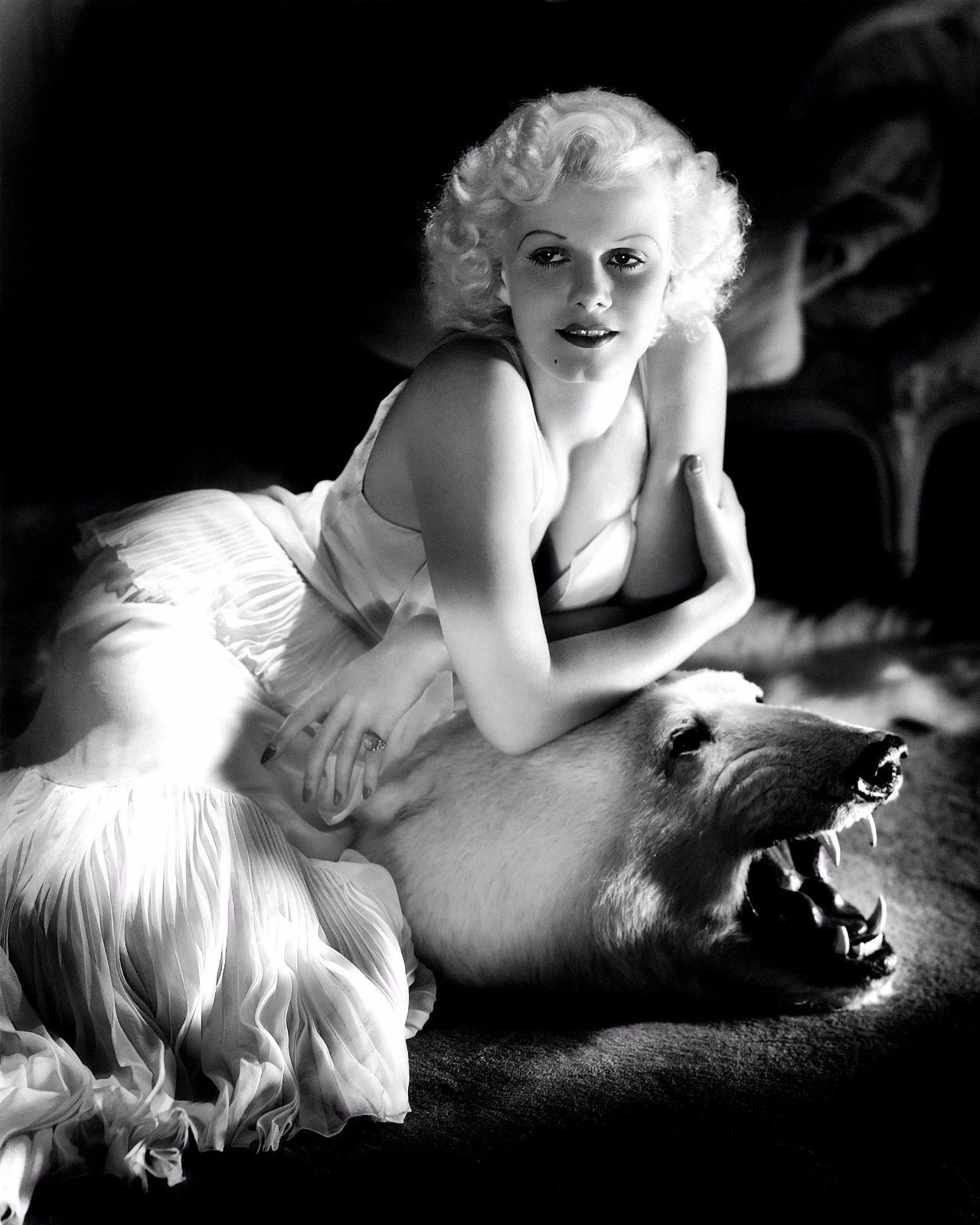
Studiový portrét Jean Harlowové (první polovina 30. let)

### Další sláva u studia MGM
Ještě před svatbou se Paul Bern také pokusil přemluvit Louise B. Mayera, aby s Jean podepsal smlouvu, ale majitel studia Metro-Goldwyn-Mayer (MGM) ho odmítl s tím, že hvězdy studia MGM jsou prezentovány hlavně jako elegantní, což Jean Harlowová podle něj nebyla. Po neúspěchu u Mayera se však pokusil přemluvit ještě jeho blízkého přítele a vedoucího produkce Irvinga Thalberga, který přes počáteční váhání nakonec souhlasil. Dne 3. března 1932 na své 21. narozeniny Jean podepsala smlouvu a 20. dubna oficiálně nastoupila. Zde si jí začalo konečně dařit a také se začala čím dál více objevovat i v komediích. Jejím studiovým debutem se stala romantická komedie Nebezpečná rudovláska (1932), kde se však místo svých „platinum blonde“ vlasů objevila se zrzavou parukou. Jejím dalším filmem se stalo drama Red Dust (1932), kde ji opět obsadili po boku Clarka Gablea, se kterým si později zahrála ještě v dalších čtyřech filmech. Studio se jí také pokusilo změnit image na co nejvíce ideální americkou ženu, což obnášelo mj. že o ní například tvrdili, že jejím předkem byl spisovatel Edgar Allan Poe nebo že její původní příjmení neznělo „Carpenter“, ale elegantněji jako „Carpentiér“ a publikovali také spoustu fotografií, na kterých se Jean věnuje charitativním věcem.

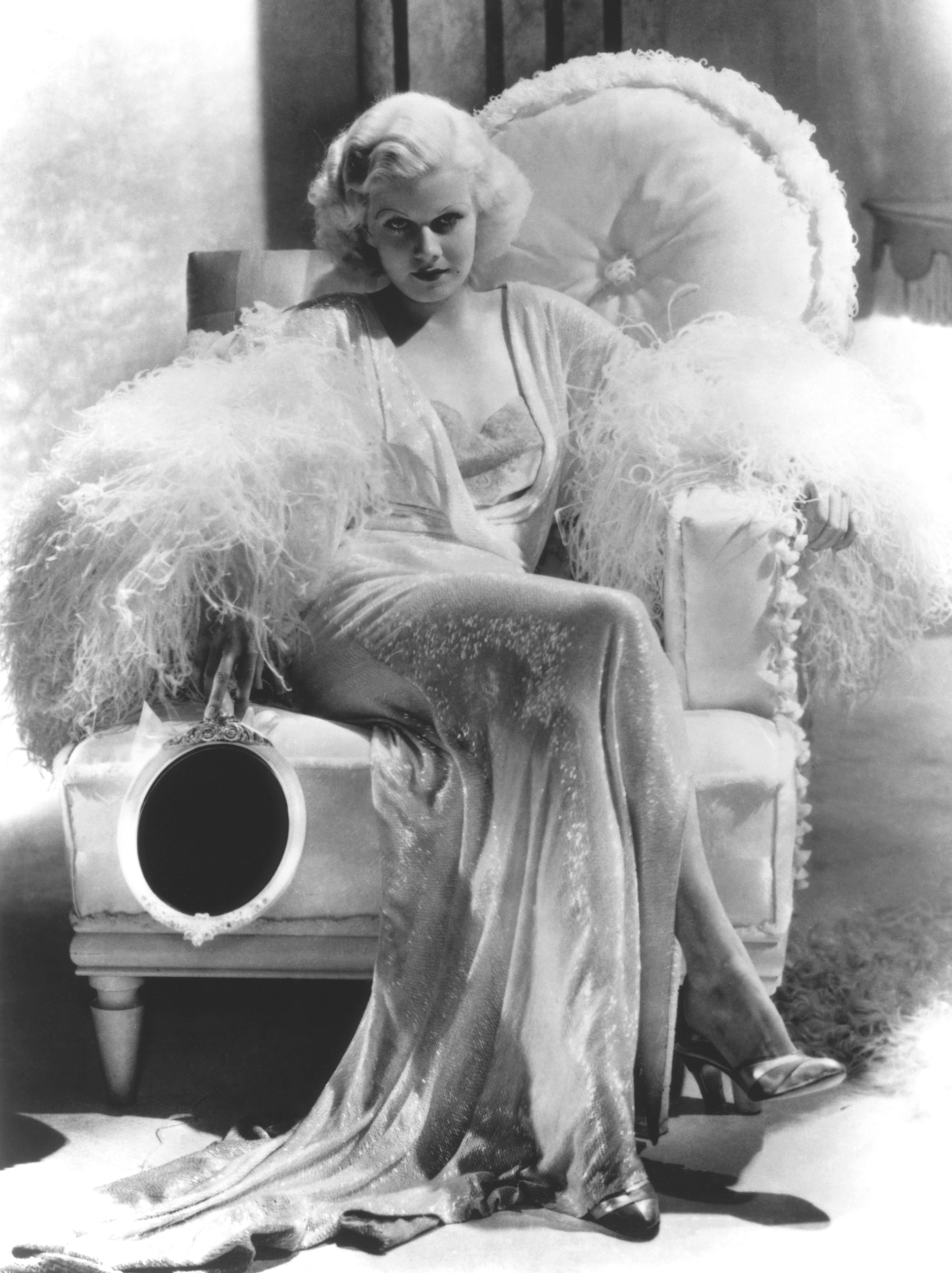
Jean Harlowová v roce 1935

Během natáčení snímku Red Dust však její manžel spáchal sebevraždu, což vyvolalo velký a dlouhotrvající skandál. Zpočátku byla z jeho zastřelení obviněna i Jean a studio se také rozhodlo, že ji ve filmu raději nahradí herečkou Tallulah Bankhead. Ta však nabídku MGM odmítla s prohlášením, že „nenechá zatratit zářící Jean Harlowovou jen kvůli jejímu neštěstí“ a rozhodnutí studia označila i za „jeden z nejnečestnějších činů, kterého se kdy dopustilo“. Jean se z osobní krize nakonec dostala a opět se stala ještě populárnější než dříve. Smrt Paula Berna je však v jeho biografii z roku 2009 od E.J. Fleminga vylíčena jako vražda, kterou spáchal Jeanin bývalý milenec a místo činu bylo jen upraveno, aby jeho smrt působila jako sebevražda.
Krátce po Bernově smrti si začala s ženatým boxerem Maxem Baerem, ale jelikož studio si rozhodně nepřálo další skandál, situaci vyřešilo sňatkem s kameramanem Haroldem Rossonem. Jean se s Haroldem již přátelila několik let a Harold s plánem souhlasil. O osm měsíců později se však nechali rozvést.

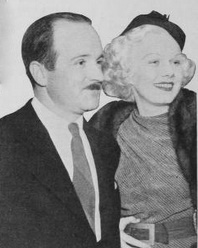
Jean Harlowová se svým třetím manželem Haroldem Rossonem (1934)

Po úspěšném filmu Red Dust ji studio společně s Clarkem Gablem obsadilo do dalšího dramatického snímku Muž, kterého si přeji (1933), který rovněž uspěl u kritiků i pokladen. Během první poloviny 30. let si také zahrála i v další dramatické komedii Večeře o osmé (1933), na kterou navázala bláznivou komedií Bombshell (1933) s Lee Tracym a Franchot Tonem. Po další romantické komedii The Girl from Missouri (1934), která však měla problémy s cenzurováním a její původní název Born to Be Kissed (~ zrozena k líbání) musel být nakonec změněn, se blýskla v dalších dvou velmi úspěšných filmech. V roce 1935 to bylo akční a dobrodružné drama Čínská moře bouří (1935) s Wallacem Beerym a Rosalind Russellovou a Wife vs. Secretary (1936) opět s Clarkem Gablem, Myrnou Loyovou a Jamesem Stewartem.
Během 30. let popularitou značně převyšovala své kolegyně ze studia a často byla také označována za další Gretu Garbo od MGM. Oproti jiným hollywoodským hvězdám jako například Joan Crawfordová či Norma Shearerová, její popularit stále a čím dál více stoupala a i během velké hospodářské krize se jejím filmům dařilo vydělávat obrovské sumy. V roce 1934 se po rozvodu v Haroldem Rossonem seznámila se slavným hercem Williamem Powellem a brzy se do něj zamilovala. Údajně byli zasnoubeni dva roky, ale kvůli velkým rozdílům mezi nimi ke svatbě nikdy nedošlo. Společně se na stříbrném plátně objevili jen jednou, v muzikálu Reckless (1935).
Další skvělý výkon předvedla v dramatu Čest pilotů (1936) s Franchot Tonem a Cary Grantem a i přes nadšené recenze film žádné významné částky nevynesl. Ani její další film Riffraff (1936) se Spencerem Tracym si u pokladen nevedl příliš dobře. Reputaci si však více než napravila romantickou komedií Děvče se špatnou pověstí (1936), která se stala celosvětovým trhákem a za své výkony sklidila další pochvalné recenze.

### Náhlá nemoc a smrt
O rok později natočila další romantickou komedii Její domácí přítel (1937) s Robertem Taylorem, se kterým také v lednu téhož roku odcestovala do Washingtonu na narozeninový ples Franklina D. Roosevelta, kterého při prezidentské kampani v roce 1936 aktivně podporovala. Během fyzicky náročné cesty se nakazila chřipkou, ale brzy se uzdravila a s Williamem Powellem se zúčastnila 9. ročníku předávání Oscarů. Zdravotním potížím však nebylo konec a během natáčení jejího posledního snímku Saratoga (1937) dostala po několika pokusech o vytržení třetí stoličky otravu krve a musela být hospitalizována. Po dvou měsících byla propuštěna a od 22. dubna v natáčení pokračovala.

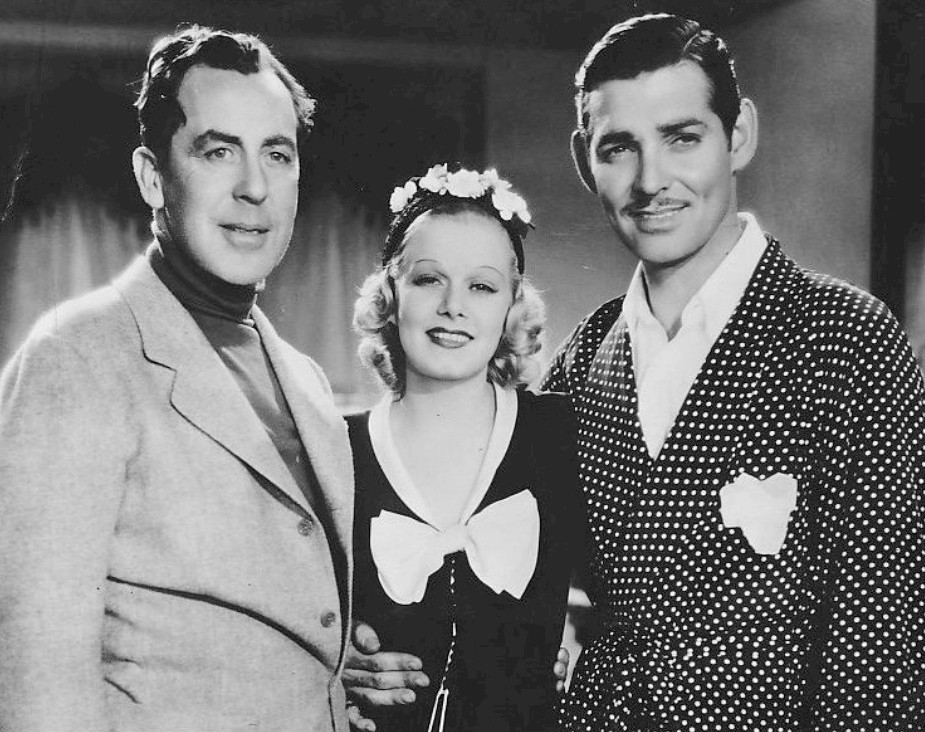
Jack Conway, Jean Harlowová a Clark Gable na natáčení jejího posledního filmu Saratoga (1937)

Dne 20. května si při natáčení začala opět stěžovat na únavu, nevolnost a bolesti břicha, což se však lékařům nijak vážné nezdálo. Její přítelkyně a kolegyně Una Merkelová si také jako první všimla, že výrazněji přibrala na váze. O devět dní později se konečně svěřila svému kolegovi Clarku Gableovi, že se cítí velmi špatně, aby ji odvedl do šatny a po telefonátu asistenta režie za ní rychle dorazil i její přítel William Powell, který musel opustit vlastní natáčení a doprovodil ji domů.
Následujícího dne, kdy se Jeanin zdravotní stav nikterak nezlepšil, přivolal William lékaře a také kontaktoval Jeaninu matku. Jejímu onemocnění však stále nikdo nepřikládal moc velkou vážnost, neboť se stávalo poměrně často, že Jean onemocněla a natáčení se muselo na nějakou dobu pozastavit. Doktor Ernest Fishbaugh jí tentokrát diagnostikoval zánět žlučníku. Na druhý den, 3. června, oznámila její matka studiu, že se již Jean cítí lépe a její návrat na natáčení se očekává 7. června. Ještě před termínem ji zašel navštívit i Clark Gable, který také hned poznal, že stále není v pořádku a do 7. června zřejmě nebude.
K Jean byl do domu nakonec pozván i Fishbaughův kolega Dr. Leland Chapman, který zjistil, že příčinou není zanícený žlučník, ale selhání ledvin, nyní již v konečné fázi. Den před svou smrtí se jí už nedařilo ani rozeznat osoby kolem ní a toho večera byla převezena do nemocnice Good Samaritan Hospital v Los Angeles, kde upadla do kómatu.
Druhého dne, 7. června 1937, v 11:37 v nemocnici zemřela. Bylo jí pouhých 26 let. V oficiální lékařské zprávě byla jako příčina smrti uveden otok mozku, selhání ledvin. Ještě dlouho poté však okolo její smrti kolovaly různé zvěsti, jako například, že odmítla operaci či, že její matka jako křesťanská vědkyně odmítla zavolat lékaře.
Jean Harlowová byla pohřbena ve Velkém mauzoleu ve Forest Lawn Memorial Park v Glendale.

## Zajímavosti

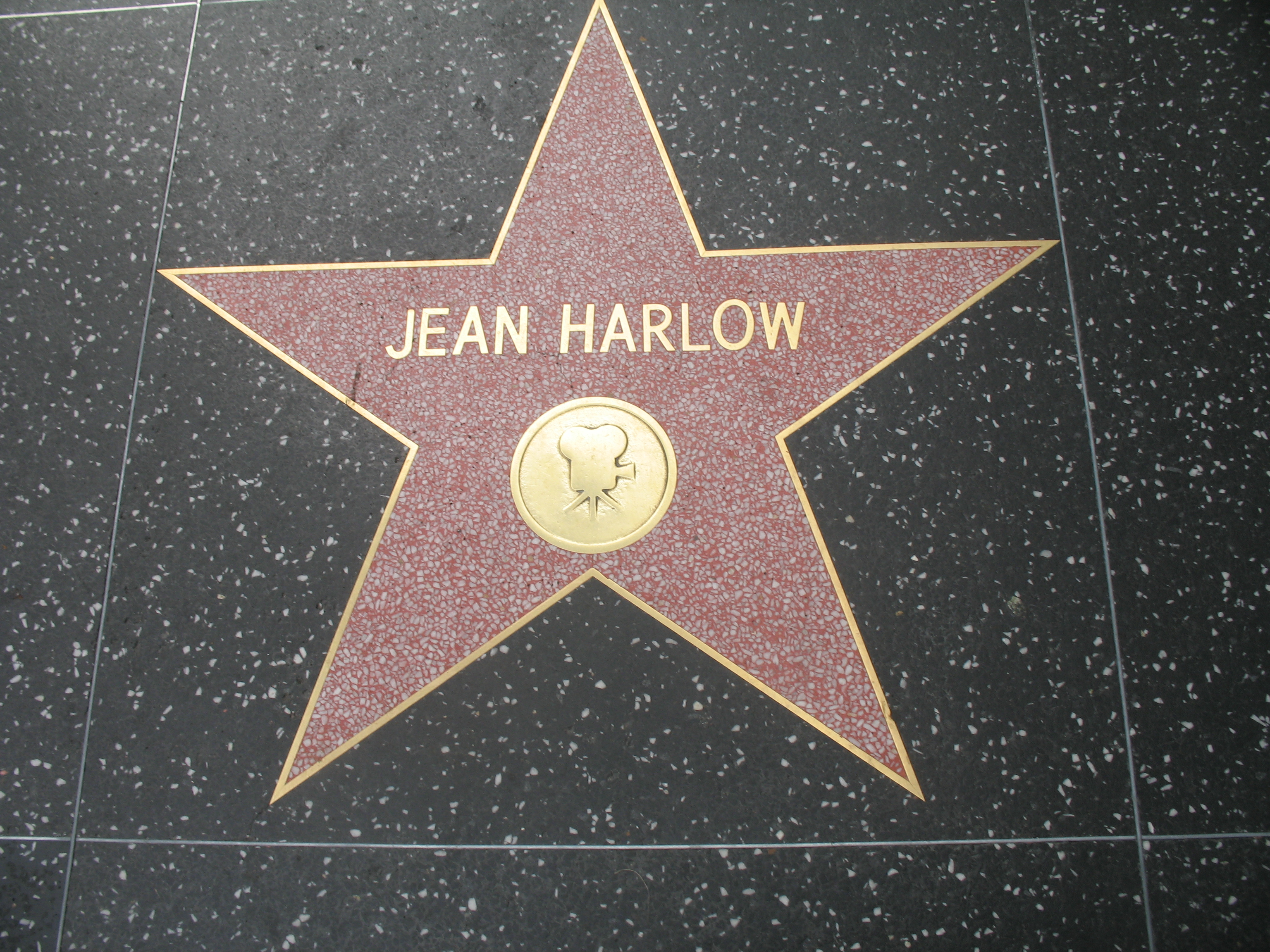
Hvězda Jean Harlowové na Hollywoodském chodníku slávy

- Po její smrti ji studio MGM na dotočení Saratogy plánovalo nahradit Jean Arthurovou nebo Virginií Bruceovou, ale kvůli kritice od veřejnosti byl film nakonec dotočen pomocí tří různých hereček: Mary Deesovou (pro detailní záběry), Geraldine Dvorakovou (pro delší záběry) a Paulou Winslowovou (pro dabing). Film byl uveden do kin 23. července 1937 (necelé 2 měsíce po smrti Jean Harlowové) a stal se diváckým hitem a pro studio nejúspěšnějším filmem roku.[19] Také se stal nevýdělečnějším snímkem její kariéry.
- Po Jean Harlowové je také pojmenován koktejl „Jean Harlow“, což je směs se stejným podílem lehkého rumu a sladkého vermutu.
- Americký bluesový zpěvák a hudebník Leadbelly složil o Jean Harlowové stejnojmennou píseň.[20]
- Také francouzský skladatel Charles Koechlin jí věnoval v roce 1937 svou skladbu Épitaphe de Jean Harlow.[21]
- Od 8. února 1960 má Jean Harlowová hvězdu na Hollywoodském chodníku slávy.

## Filmografie

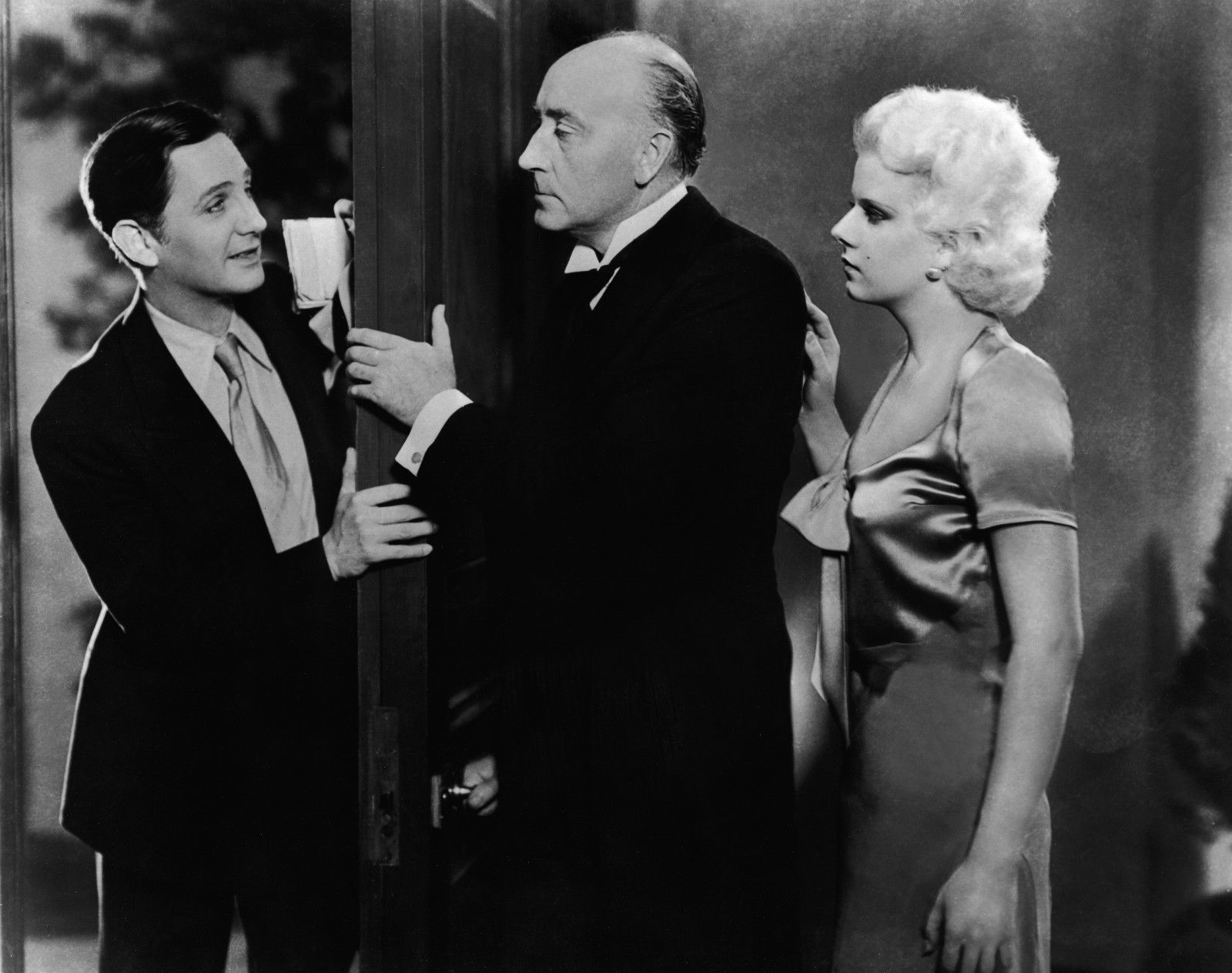
Ve filmu Platinová blndýnka (1931)

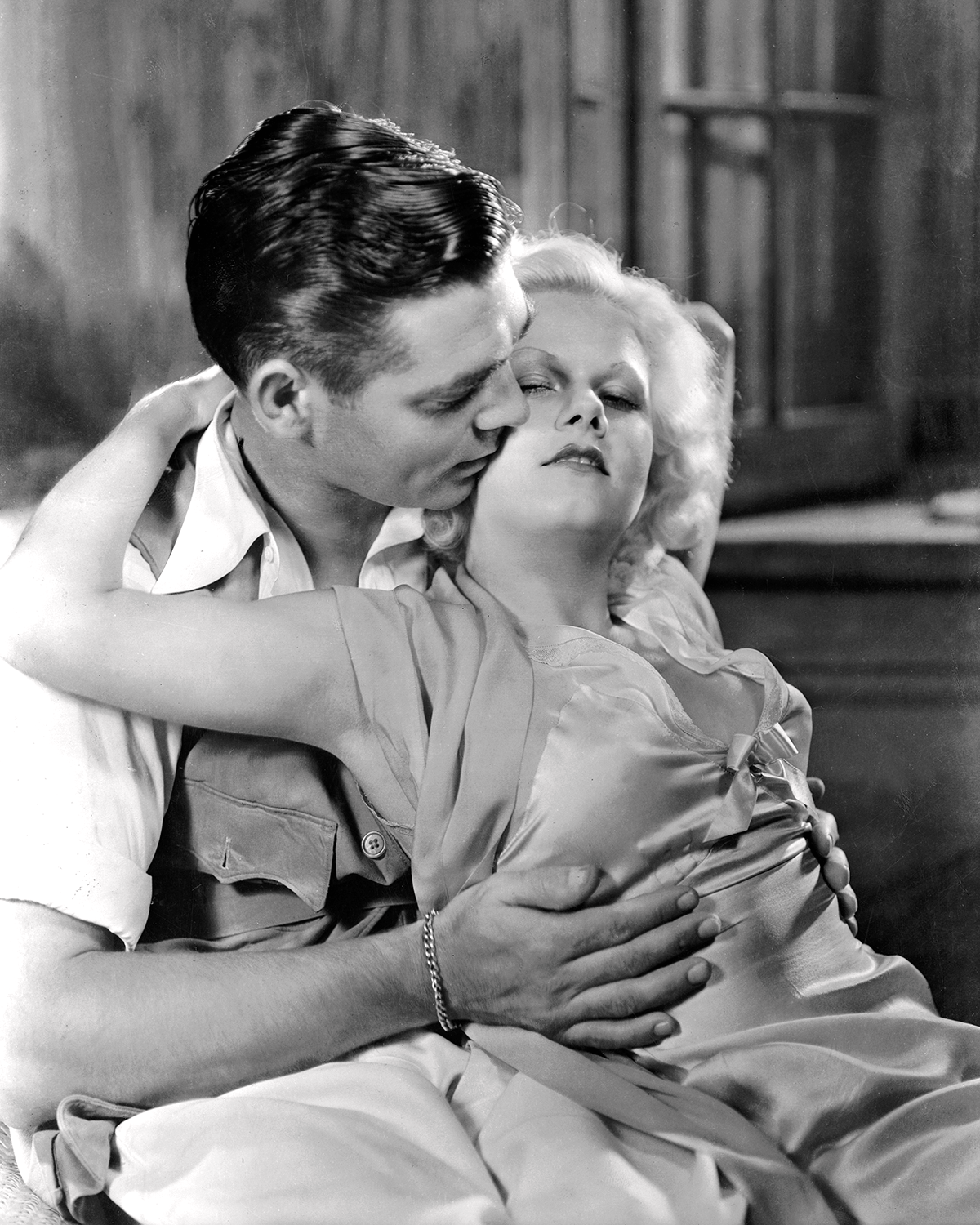
S Clarkem Gablem ve filmu Red Dust (1932)

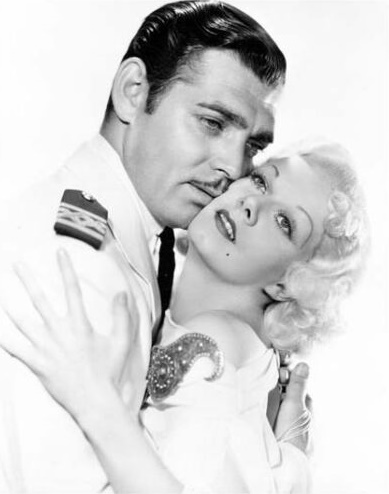
S Clarkem Gablem ve filmu Čínská moře bouří (1935)

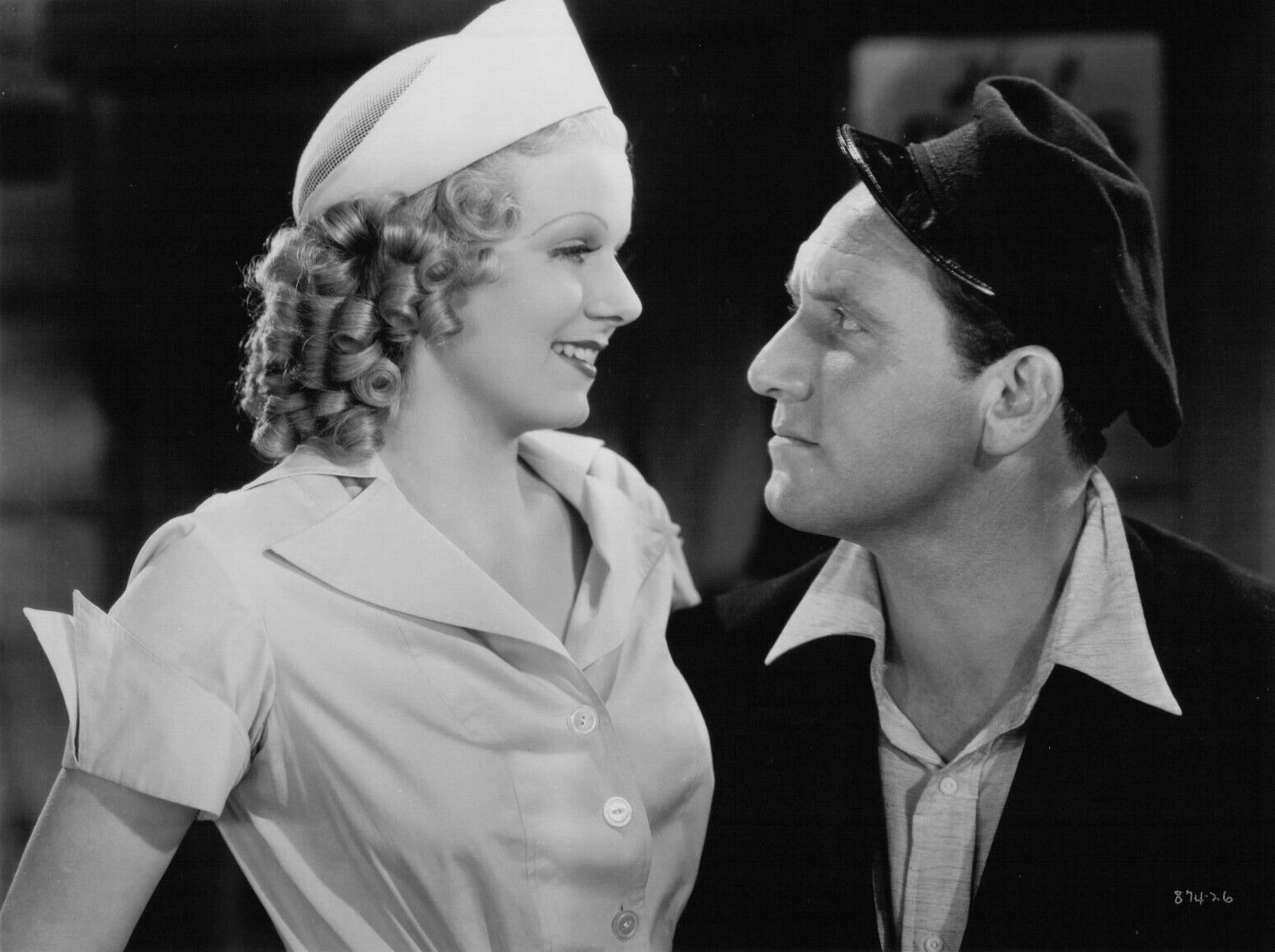
Se Spencerem Tracym ve filmu RiffRaff (1936)

(a. z. – archivní záběry)

### Filmy
- 1928 Moran of the Marines (romantická komedie, režie Frank R. Strayer)
- 1929 Fugitives (drama, režie William Beaudine)
- 1929 Uličnice Sally (komedie, režie William A. Seiter)
- 1929 Close Harmony (muzikál, režie A. Edward Sutherland a John Cromwell)
- 1929 The Saturday Night Kid (romantická komedie, režie A. Edward Sutherland)
- 1929 Přehlídka lásky (romantická komedie, režie Ernst Lubitsch)
- 1929 This Thing Called Love (romantická komedie, režie Paul L. Stein)
- 1929 New York Nights (krimidrama, režie Lewis Milestone)
- 1930 Pekelní andělé (válečné drama, režie Howard Hughes, Edmund Goulding a James Whale)
- 1931 Světla velkoměsta (romantická komedie, režie Charlie Chaplin)
- 1931 The Secret Six (krimidrama, režie George W. Hill)
- 1931 Veřejný nepřítel (krimidrama, režie William A. Wellman)
- 1931 Iron Man (drama, režie Tod Browning)
- 1931 Goldie (komedie, režie Benjamin Stoloff)
- 1931 Platinová blondýnka (romantická komedie, režie Frank Capra)
- 1932 Three Wise Girls (romantická komedie, režie William Beaudine)
- 1932 The Beast of the City (film-noir, režie Charles Brabin)
- 1932 Zjizvená tvář (akční krimidrama, režie Howard Hawks a Richard Rosson)
- 1932 Nebezpečná rudovláska (romantická komedie, režie Jack Conway)
- 1932 Red Dust (romantické drama, režie Victor Fleming)
- 1933 Muž, kterého si přeji (romantické drama, režie Sam Wood)
- 1933 Večeře o osmé (komediální drama, režie George Cukor)
- 1933 Bombshell (romantická komedie, režie Victor Fleming)
- 1934 The Girl from Missouri (romantická komedie, režie Sam Wood a Jack Conway)
- 1935 Reckless (muzikál, režie Victor Fleming)
- 1935 Čínská moře bouří (akční dobrodružné drama, režie Tay Garnett)
- 1936 Riffraff (krimidrama, režie J. Walter Ruben)
- 1936 Wife vs. Secretary (romantická komedie, režie Clarence Brown)
- 1936 Čest pilotů (drama, režie George Fitzmaurice)
- 1936 Děvče se špatnou pověstí (romantická komedie, režie Jack Conway)
- 1937 Její domácí přítel (romantická komedie, režie W. S. Van Dyke)
- 1937 Saratoga (romantická komedie, režie Jack Conway)
- 1965 Harlow (drama, režie Gordon Douglas) – a. z.

### Krátkometrážní
- 1928 Chasing Husbands (komedie, režie James Parrott)
- 1929 Liberty (komedie, režie Leo McCarey)

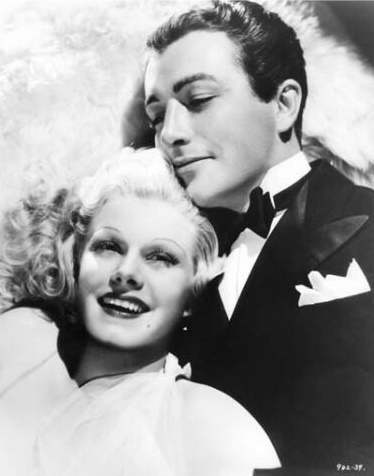
S Robertem Taylorem ve filmu Její domácí přítel (1937)

- S Robertem Taylorem ve filmu Její domácí přítel (1937)1929 Why Is a Plumber? (komedie, režie Leo McCarey)
- 1929 The Unkissed Man (komedie, režie Leo McCarey)
- 1929 Double Whoopee (komedie, režie Lewis R. Foster)
- 1929 Thundering Toupees (komedie, režie Robert F. McGowan)
- 1929 Bacon Grabbers (komedie, režie Lewis R. Foster)
- 1929 Weak But Willing (komedie, režie William Watson)
- 1931 Beau Hunks (komedie, režie James W. Horne)
- 1934 Hollywood on Parade No. B-1 (muzikál, režie Louis Lewyn)

### Dokumentární
- 1932 Talking Screen Snapshots
- 1932 Screen Snapshots (režie Ralph Staub)
- 1933 Hollywood on Parade No. A-12 (režie Louis Lewyn)
- 1934 Hollywood on Parade No. B-6 (režie Louis Lewyn)
- 1937 The Candid Camera Story (Very Candid) of the Metro-Goldwyn-Mayer Pictures 1937 Convention
- 1941 Screen Snapshots Series 21, No. 2 (režie Ralph Staub) – a. z.
- 1945 Screen Snapshots Series 25, No. 1: 25th Anniversary (režie Ralph Staub) – a. z.
- 1957 Zlatý věk grotesky (režie Robert Youngson) – a. z.
- 1963 Hollywood: The Great Stars (TV film, režie Marshall Flaum) – a. z.
- 1964 The Big Parade of Comedy (režie Robert Youngson) – a. z.
- 1965 The Love Goddesses (režie Saul J. Turell) – a. z.
- 1965 Hollywood My Home Town (režie William Martin) – a. z.
- 1972 Hollywood: The Dream Factory (TV film, režie Irwin Rosten) – a. z.
- 1975 Brother, Can You Spare a Dime? (režie Philippe Mora) – a. z.
- 1984 Going Hollywood: The '30s – a. z.
- 1987 Marilyn Monroe: druhá tvář legendy (režie Gene Feldman) – a. z.
- 1989 Death Scenes (režie Nick Bougas) – a. z.
- 1991 Only In Hollywood  (seriál) – a. z.
- 1995 Betty Boop: Queen of the Cartoons – a. z.
- 1997 Great Romances of the 20th Century (seriál, režie Jonathan Martin) – a. z.
- 1999 Intimate Portrait: Jean Harlow (TV film) – a. z.
- 2001 History's Mysteries: Infamous Murders (seriál, režie Jonathan Martin) – a. z.
- 2001 Historie vs. Hollywood (seriál, režie Jim Gaffey) – a. z.
- 2003 Couples et duos de légende du cinéma: Jean Harlow et William Powell (TV film, režie Laurent Préyale) – a. z.
- 2003 Complicated Women (TV film) – a. z.
- 2004 Checking Out: Grand Hotel (režie Peter Fitzgerald) – a. z.
- 2007 Why Be Good? Sexuality & Censorship in Early Cinema – a. z.
- 2008 Thou Shalt Not: Sex, Sin and Censorship in Pre-Code Hollywood (TV film) – a. z.
- 2010 Dějiny Hollywoodu (seriál) – a. z.
- 2017 Ikonické páry Hollywoodu (seriál, režie Bertrand Tessier) – a. z.